# 唐津藩
唐津藩（からつはん）は、肥前国唐津を支配した藩。居城は唐津城（佐賀県唐津市）。

## 藩史

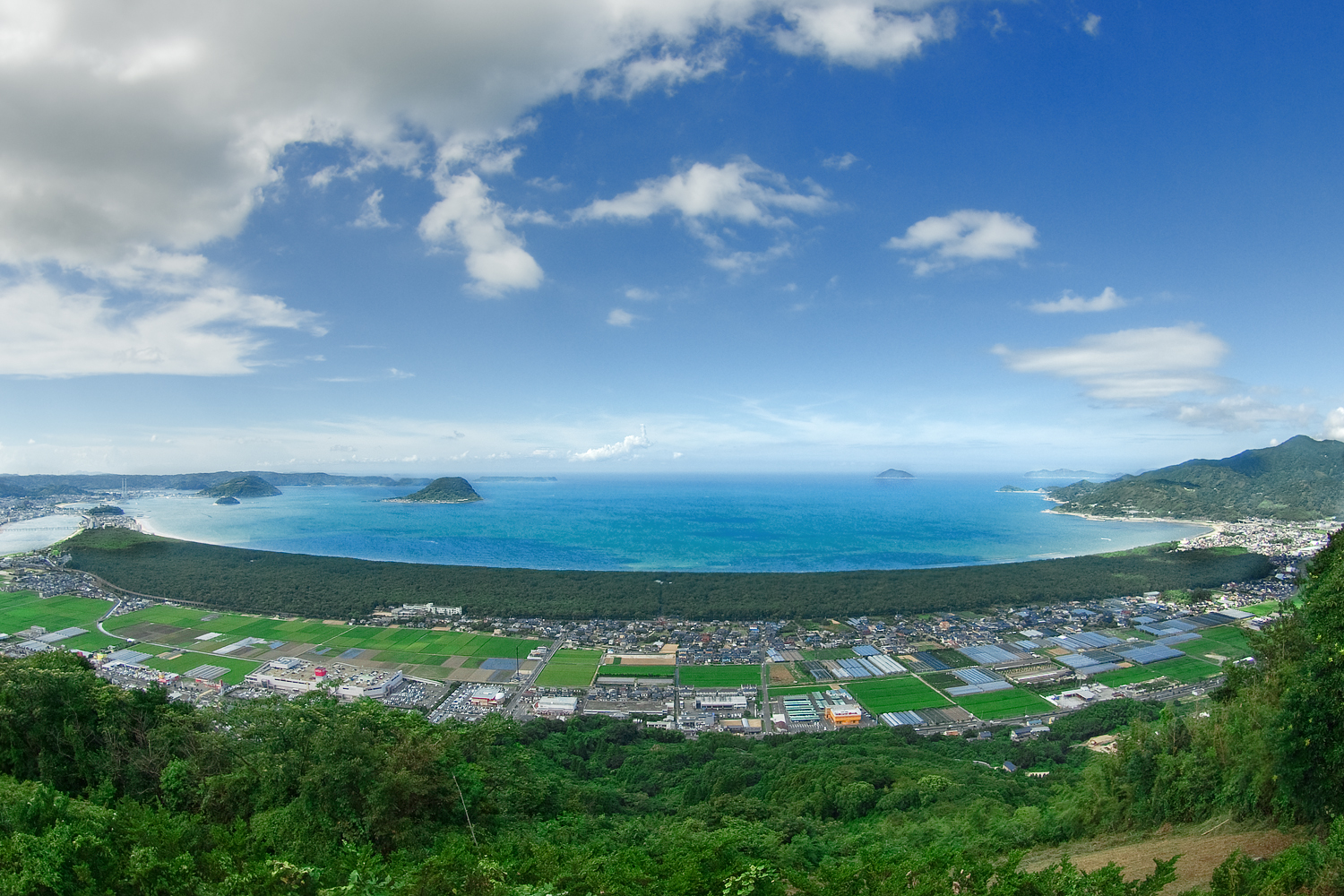
特別名勝虹の松原（鏡山より眺望）。防風林、防砂林として寺沢広高は植林を行った。

寺沢広高は豊臣秀吉に仕え、1592年の文禄の役では肥前名護屋城の普請役、後方兵站の責任者を務めて功績を挙げたことにより、1593年に秀吉から名護屋を含む上松浦郡一帯およそ8万3000石を与えられ、長崎奉行に任じられた。慶長の役には朝鮮に渡海して活躍している。1600年の関ヶ原の戦いでは東軍に与して功績を挙げたことから、戦後に肥後国天草一郡およそ4万石を加増され、都合12万3000石を領する大名となって栄華を極めた。しかし広高の死後、その跡を継いだ寺沢堅高のとき、島原の乱が起こるとその乱が天草にも飛び火し（堅高は松倉勝家ほどではないが、やはり領民に厳しい政治を敷いていた）、戦後にそれを幕府から咎められて天草4万石を没収される。堅高はほどなくして心労により自殺し、堅高には嗣子がなかったため寺沢家は改易となった。
その後、播磨国明石藩より大久保忠隣の孫の大久保忠職が8万3000石で入る。その跡を継いだ大久保忠朝は、1674年に庄屋が領内を転勤する「転村庄屋制度」を創設、以後この制度は幕末まで続けられた。忠朝は下総国佐倉藩へ移封となった。
入れ替わりで松平乗久が7万石で入り、孫の松平乗邑のとき、志摩国鳥羽藩へ移封となる。入れ替わりで土井利益が7万石で入り、利益から4代目の土井利里のとき、下総国古河藩へ移封となる。代わって水野忠任が三河国岡崎藩より移されて6万石で入った。1771年、水野忠任が科した農民への増税を契機に、虹の松原一揆が起こり、農民は無血で、増税を撤回させるに至った。忠任から4代目の水野忠邦のとき、遠江国浜松藩へ移封される。忠邦は、天保の改革を行なったことで有名である。
代わって陸奥国棚倉藩より小笠原長昌が6万石で入り、以後は小笠原家の支配で明治時代を迎えることになる。唐津藩最後の藩主となった小笠原長行は幕末期に老中・外国事務総裁を兼任して幕政を担った。しかも1868年の戊辰戦争では旧幕府軍に与して箱館まで転戦するなど、最後まで幕府に忠義を尽くした人物である。ただし、その養父である小笠原長国をもって最後の藩主とし、長行はその世子にとどまったとして歴代藩主に数えない史料も多い。
唐津藩は表向きの石高は6万石から12万石であったが、実高は20万石前後だったと言われている。その一方で長崎港を警護する長崎見廻役という役目を任されており、見廻役に専念するために唐津藩主は老中に就任できないことになっていた。幕閣就任を希望していた水野忠邦が実高の低い他所への移封を願い出たのも（これに憤った重臣二本松義廉が自害する騒動も起きている）、小笠原長行の唐津藩継承が幕府に承認されなかったのも（藩主に就任すると、老中から更迭しなければならないため）、長崎見廻役と関連していると言われている。
また、藩主家が中途半端に変わることが多く、長期間による藩主家の一大支配がなかった土地柄であった。

## 歴代藩主

### 寺沢家
外様 8万3000石→12万3000石→8万3000石 （1593年 - 1647年）
1. 広高
2. 堅高

### 大久保家
譜代 8万3000石 （1649年 - 1678年）
1. 忠職
2. 忠朝

### 松平（大給）家
譜代 7万石→6万石 （1678年 - 1691年）
1. 乗久
2. 乗春
3. 乗邑

### 土井家
譜代 7万石 （1691年 - 1762年）
1. 利益
2. 利実
3. 利延
4. 利里

### 水野家

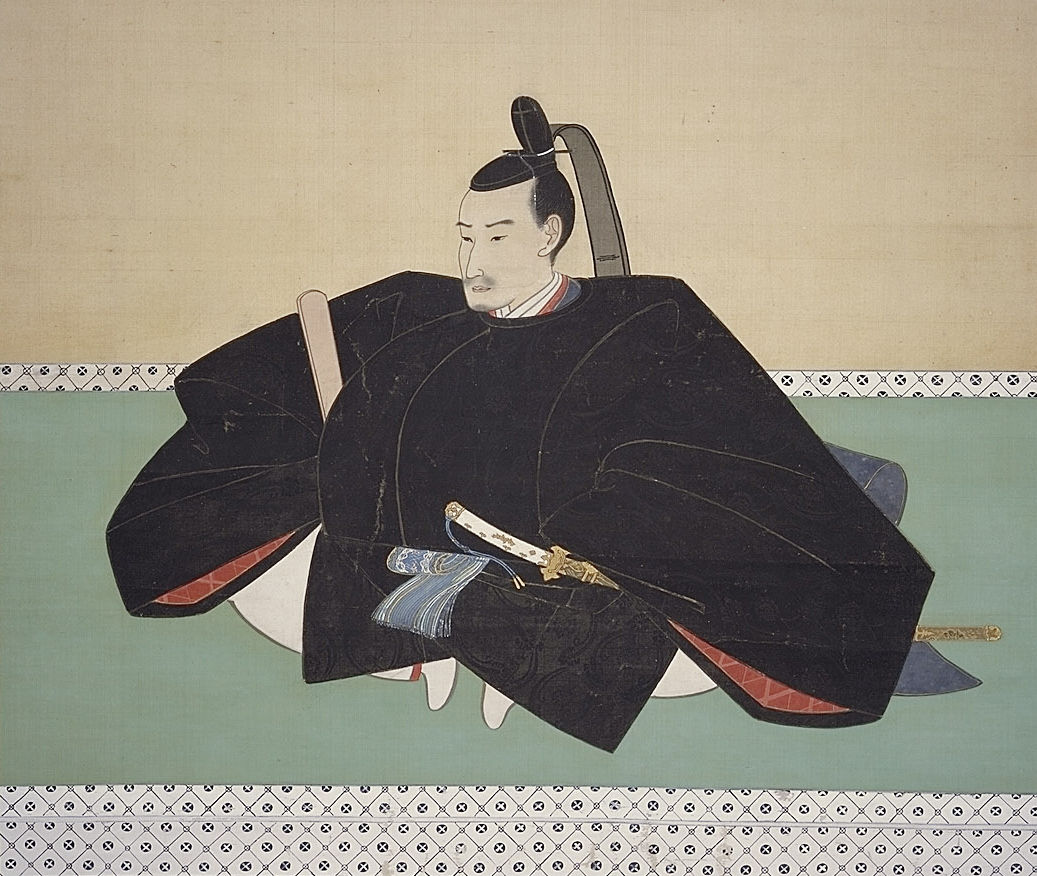
水野忠邦画像、水野は出世するために唐津から浜松藩への転封を願い実現させた。

譜代 6万石 （1762年 - 1817年）
1. 忠任
2. 忠鼎
3. 忠光
4. 忠邦

### 小笠原家
譜代 6万石 （1817年 - 1871年）
1. 長昌
2. 長泰
3. 長会
4. 長和
5. 長国

- 長行 - 藩主に数えない場合がある。

## 幕末の領地
- 肥前国
  - 松浦郡のうち - 186村